# پارک ملی سایکای
پارک ملی سایکای (به لاتین: Saikai National Park) یک پارک ملی و منطقهٔ مسکونی در ژاپن است که در استان ناگاساکی واقع شده‌است.